# 부라타
부라타(이탈리아어: burrata)는 모차렐라와 크림으로 만든 이탈리아의 치즈이다. 치즈 외피는 딱딱하며 내부는 리코타(치즈)와 모차렐라의 특성이 함께 나타나 부드러운 맛이 난다. 부라타는 이탈리아어로 '버터를 바른'이란 뜻이다.
부라타는 풀리아주의 무르지아에서 만든 것으로 남부 지역의 치즈이다. 버팔로나 우유, 크림과 함께 만드는데 생산 시점은 1900년-1920년으로 추정되고 있다. 1950년대 지역 치즈 생산 공장에서 제조를 시작하면서 유명세가 더욱 높아졌다.

## 생산
부라타는 모차렐라나 다른 치즈들처럼 레넷과 함께 만들어지는데 이는 따뜻한 우유에서 고체와 액체를 분리시키기 위함이다. 그런데 일단 분리시키고 나면 신선한 모차렐라 응유를 유청이나 농도가 낮은 소금물에 집어 넣어서 파스타 반죽같이 걸죽하게 만든다. 그렇게 되면 모양이 자유자재로 변형 가능해진다.